# Шмитовский проезд
Шми́товский прое́зд (до 15 января 1931 года — Шми́дтовский прое́зд, до 1925 года — Сми́товский прое́зд; в 1967 году к проезду была присоединена Пе́рвая Красногварде́йская у́лица, до 1929 года — Пе́рвая у́лица Те́стовского Посёлка или Пе́рвая Те́стовская у́лица) — проезд в Центральном административном округе города Москвы на территории Пресненского района.

## История
Первоначально проезд назывался Сми́товский прое́зд по находившемуся на нём котельному и арматурному заводу Ричарда Смита. В 1931 году переименован в память о владельце мебельной фабрики Н. П. Шмите (1883—1907), активном участнике революции 1905 года, после подавления Декабрьского вооруженного восстания заключённого в Бутырскую тюрьму и погибшего там. Некоторое время название употреблялось в ошибочной форме Шми́дтовский прое́зд (по другим данным, в 1925 году проезду было присвоено название Шми́дтовский прое́зд, а 15 января 1931 года — современное название)). В 1967 году к проезду была присоединена Пе́рвая Красногварде́йская у́лица (одна из пяти номерных Красногвардейских улиц, названных в честь Красной гвардии), до 1929 года называвшаяся Пе́рвая у́лица Те́стовского Посёлка или часто просто Пе́рвая Те́стовская у́лица по местности Тестово Смоленского направления Московской железной дороги. 30 октября 2000 года закрыта трамвайная линия.

## Расположение
Шмитовский проезд проходит от улицы Трёхгорный Вал на запад, пересекает улицу 1905 года, с юга к проезду примыкает Студенецкий переулок, проезд пересекает 2-ю Звенигородскую улицу и улицу Анны Северьяновой, проезд поворачивает на юго-запад, пересекает улицу Сергея Макеева, к проезду примыкают Мантулинская улица с юго-востока и далее с северо-запада Красногвардейский бульвар и Стрельбищенский переулок, проезд пересекает улицу Антонова-Овсеенко, поворачивает на северо-запад, пересекает Тестовскую улицу и Третье транспортное кольцо, с которыми организована транспортная развязка, проходит под железнодорожным путепроводом Смоленского направления Московской железной дороги, пересекает улицу Ермакова Роща, проходит под железнодорожным путепроводом соединительной ветки Смоленского направления Малого кольца Московской железной дороги и под железнодорожными путепроводами Малого кольца Московской железной дороги, поворачивает на юго-запад, к проезду примыкают Шелепихинское шоссе с северо-запада и далее Мукомольный проезд с юго-востока, проезд проходит до Шелепихинского моста (под мостом проходит Шелепихинская набережная) через Москва-реку, за которым продолжается как Большая Филёвская улица. По обе стороны Шмитовского проезда у Красногвардейского проезда и Мантулинской улицы расположены Красногвардейские пруды. Нумерация домов начинается от улицы Трёхгорный Вал.

## Примечательные здания и сооружения
По нечётной стороне:
- №№ 5, 7, 9/5, 11, 13, 15/5, 17 — Жилой квартал «Нижняя Пресня» (1926—1933, архитекторы: Н. Антонов, В. Бибиков, Б. Блохин, Н. А. Волков, П. Грушин, И. Звездин, Н. Малинин, О. А. Стапран, Б. Улинич)[5].
- № 29 — детская городская больница № 9 имени Г. Н. Сперанского.
- № 37 — стройщийся деловой комплекс из двух башен iCITY.
- № 39 — строящийся жилой комплекс «Headliner» с главной башней высотой 175 м.

По чётной стороне:
- № 2а — католический монастырь Святого Франциска.
- №№ 6; 8; 10/7; 12; 14 — Жилой квартал «Нижняя Пресня» (1926—1933); № 10/7 — многоэтажный жилой дом (угловой корпус) с магазинами на 1-м этаже в комплексе «Нижняя Пресня» (1929, архитектор А. В. Куровский)[6]. В 1930-х годах здесь жил полярный лётчик Борис Чухновский[7].
- памятный знак-стела в честь Н. П. Шмита — у пересечения с улицей 1905 года.
- скульптурная композиция «Вечная дружба» (в знак дружбы между Краснопресненским районом города Москвы и баварской областью Денкендорф) — у пересечения с улицей 1905 года.
- 76-мм дивизионная пушка ЗИС-3 (в память о народном ополчении 1941 года) — у пересечения со 2-й Звенигородской улицей.
- № 16 — территория бывшего Московского метизного завода «Пролетарский труд».

## Транспорт

### Автобус
- т18: от Рижского вокзала до Стрельбищенского переулка и обратно.
- т54: от метро Филёвский парк до Белорусского вокзала обратно.
- С43: от Силикатного завода до метро Охотный ряд и обратно.
- 4: от Силикатного завода до метро Краснопресненская.
- 12: от метро Тимирязевская до остановки 2-й Красногвардейский проезд и обратно.
- 69: от метро Фили до метро Краснопесненская.
- 152: от Филёвского бульвара до метро Краснопресненская.
- с369: от Парк Фили до метро Маяковская и обратно.
- 366: от улицы Герасима Курина до Тишинской площади.
- 155: от метро Филёвский парк до проспекта маршала Жукова.
- 294: от Силикатного завода через улицу Мнёвники до силикатного завода.
- 27: от Силикатного завода до Тверской заставы и обратно.

### Метро
- Станция МЦК «Шелепиха» на пересечении Шелепихинского шоссе и Шмитовского проезда.
- Станция метро «Деловой центр» Филёвской линии — южнее проезда, на Выставочном переулке.
- Станция метро «Деловой центр» Солнцевской линии — южнее проезда.
- Станция метро «Улица 1905 года» Таганско-Краснопресненской линии — у восточного конца проезда, на пересечении улицы Красная Пресня и улицы 1905 года.

### Железнодорожный транспорт
- Платформа Тестовская (Москва-Сити) Смоленского направления Московской железной дороги (МЦД-1) — у пересечения с Третьим транспортным кольцом.
- Платформа Москва-Сити Калужско-Нижегородского диаметра (МЦД-4) — южнее пересечения с Третьим транспортным кольцом.

## Проезд в культуре и искусстве
- Песня Тимура Шаова «Шмитовский проезд» с альбома «И какая меня муза укусила?» (2008).